# Cymaria
Cymaria és un gènere, amb quatre espècies, de plantes perennes d'angiospermes que pertany a la família de les lamiàcies.

## Espècies seleccionades
- Cymaria acuminata
- Cymaria dichotoma
- Cymaria elongata
- Cymaria mollis